# Gloucester Point
Gloucester Point est une census-designated place située dans le comté de Gloucester en Virginie. En 2010, sa population est de 9 402 habitants.
Elle est située à l'embouchure de la York River au sud-est de l’État. Elle est reliée à la ville de Yorktown par le George P. Coleman Memorial Bridge (en) emprunté par la U.S. Route 17.

## Source de la traduction
- (en) Cet article est partiellement ou en totalité issu de l’article de Wikipédia en anglais intitulé « Gloucester Point, Virginia » (voir la liste des auteurs).